# الصرخة (فلم 1991)
الصرخة، فيلم مصري انتج عام 1991 من بطولة معالي زايد ونور الشريف ومجموعة من الممثلين منهم الصم والبكم ومن أخراج محمد النجار، الفيلم من الأفلام المصرية القليلة التي تناولت قضايا الصم والبكم.

## قصة الفيلم
من خلال شخصية نور الشريف (عمر) الشاب الأبكم والأصم الأمي الذي نشأ نشأة بسيطة في القرية ومن ثم ينتقل إلى المدينة بعد آن قامت الشرطة بإخلاء المنزل بعد وفاة والده بعد احالته علي المعاش ويقرر ان يتجه لتعلم القراءة والكتابة وهناك يقع في شباك معالي زايد والتي تلعب دور شخصية باحثة في علوم الصم والبكم وتستغله في دراساتها لنيل شهادة الدكتوراه.
يعمل (عمر) في صباغة السيارات في مهنة سمكري سيارات ويكسب مالاً كثيراً مما يغري الفتاة الاستغلالية «معزوزة» نهلة سلامة بالزواج منه طمعا في ماله. ولكن يقوم بجمع المال ويخفيه عن زوجته بغرض إجراء عملية جراحية تمكنه من استعادة سمعه.
وبسبب ذلك تقوم زوجته بالانتقام منه بالادعاء مع صديقتها التي تحمل سفاحا من عشيقها باتهام عمر باغتصابها وهو برئ منها، وفي المحاكمة، تأتي هيئة المحكمة بخبيرة في لغة الإشارة لترجمة مايقول لهيئة المحكمة، إلا أنه يطلب معالي زايد لتكون الخبيرة ليستشهد بها حينما راودته عن نفسه في شقتها ورفض، إلا أنها متعمدة أخفت مايقول لتنقذ سمعتها ونظراً لوجود الكثير من الصم والبكم في قاعة المحكمة يفهمون ما يقول ويضجون والقاضي يأمر بأخراجهم من قاعة المحكمة.
المشهد النهائي هو مشهد درامي تعبيري اشبه بثورة الصم والبكم علي الاستغلاليين من الاصحاء، حيث يخطف مجموعة الصم والبكم معالي زايد وزوجته والفتاة التي اتهم باغتصابها إلى معهد الصم والبكم ويقررون محاكمتهم والتي كانت جميع اسباب استغلالهم لهم واحد وهو ان لديهم اعاقة في السمع والنطق. ولذلك يكون جزائهم يقررون افقادهم حاسة السمع حتي يصبحون مثلهم وبعدها يصرخ عمر صرخة تعبيرا عن انتصاره.

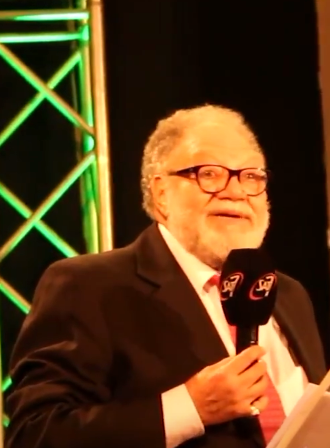
يحيى الفخراني في دور نفسه

## الممثلون
- نور الشريف
- معالي زايد
- نهلة سلامة
- وفاء الحكيم
- أمل الصاوى
- سمير وحيد
- عبد الرحيم حسن
- يحيى الفخراني (ضيف شرف)

## فريق العمل
- تاليف: كرم النجار
- مدير التصوير: طارق التلمسانى
- مونتاج: فتحى داود
- موسيقي تصويرية: راجح داود
- إخراج: محمد النجار
- إنتاج وتوزيع: الاهرام للسينما والفيديو (إبراهيم شوقى سالم)

## روابط خارجية
- مقالات تستعمل روابط فنية بلا صلة مع ويكي بيانات

## وصلات خارجية
- مقالات تستعمل روابط فنية بلا صلة مع ويكي بيانات